# Törnsfall
Törnsfall är kyrkbyn i Törnsfalls socken i Västerviks kommun i Kalmar län. 
I byn återfinns Törnsfalls kyrka.